# Achrysocharoides crassinervis
Achrysocharoides crassinervis är en stekelart som beskrevs av Kamijo 1990. Achrysocharoides crassinervis ingår i släktet Achrysocharoides och familjen finglanssteklar. Inga underarter finns listade i Catalogue of Life.